# Azori
Azori (portugalsko Açores portugalska izgovorjava: [ɐˈsoɾɨʃ]), uradno Avtonomna regija Azori (Região Autónoma dos Açores), je ena od dveh avtonomnih regij Portugalske (druga je Madeira). Azori so arhipelag, sestavljen iz devetih vulkanskih otokov v severnem Atlantskem oceanu, približno 1360 km zahodno od celinske Portugalske, približno 1640 km zahodno od Lizbone, približno 1500 km severozahodno od Maroka in približno 1900 km jugovzhodno od Nove Fundlandije v Kanadi.
Glavne gospodarske panoge so kmetijstvo, mlekarstvo, živinoreja, ribištvo in turizem, ki postaja glavna storitvena dejavnost v regiji. Poleg tega vlada Azorov zaposluje velik odstotek prebivalstva neposredno ali posredno v sektorju storitev in terciarnega sektorja. Glavno mesto Azorov z reginalno vlado je Ponta Delgada, sodna oblast in katoliška škofija sta ostali v zgodovinski prestolnici Angra do Heroísmo, medtem ko je bila zakonodajna skupščina Azorov umeščena v Horti. V  omenjenih treh največjih mestih na otočju živi okoli polovica njegovega prebivalstva.
Azore sestavlja devet glavnih otokov in tri manjše skupine otočkov. To so Flores in Corvo na zahodu, Graciosa, Terceira, São Jorge, Pico in Faial v centru, São Miguel, Santa Maria in greben Formigas na vzhodu. Raztezajo se več kot 600 km in ležijo v smeri severozahod-jugovzhod.
Vsi otoki so vulkanskega izvora, čeprav nekateri, kot je Santa Maria, niso imeli zapisane dejavnosti, odkar so bili otoki naseljeni. Montanha do Pico, ognjenik na otoku Pico, je  z 2351 m najvišja gora/vrh na Portugalskem. Če se meri od njegove baze na dnu oceana do vrha visoko nad površino Atlantika, so Azori pravzaprav ene najvišjih gora na planetu.
Podnebje na Azorih je za tako severno lokacijo zelo blago, na katero vplivajo oddaljenost od celin in Zalivski tok. Zaradi vpliva morja so temperature med letom blage. Dnevne temperature običajno nihajo med 16 ° C (61 ° F) in 25 ° C (77 ° F), odvisno od letnega časa. Temperature več kot 30 ° C ali pod 3 ° C v večjih središčih niso znane. Prav tako je na splošno mokro in oblačno.
Kultura, narečje, kulinarika in tradicija Azorov se zelo razlikuje, saj so bili nekoč nenaseljeni in oddaljeni otoki naseljeni občasno v obdobju dveh stoletij.

## Zgodovina
Majhno število domnevnih hipogej, zemeljskih struktur, ki so bile izklesane v kamninah in uporabljene za pokopavanje na otokih Corvo, Santa Maria in Terceira je odkril portugalski arheolog Nuno Ribeiro, ki je domneval, da bi lahko datirale 2000 let nazaj in sicer na podlagi prisotnosti na otoku pred Portugalci . Takšne strukture bi se na Azorih lahko uporabljale za shranjevanje žit, Ribeirovi predlogi, da so morda grobišča, niso potrjeni. Podrobnega pregleda in datiranja za potrditev veljavnosti teh špekulacij ni . Ni jasno ali so te strukture naravne ali delo človeka in ali so nastale pred portugalsko kolonizacijo na Azorih v 15. stoletju. Trdna potrditev človeške prisotnosti v arhipelagu pred Portugalci še ni bila objavljena.

### Odkritje
Otoki so bili znani v 14: stoletju, njihovi deli se pojavijo v Atlas Catalan. Leta 1427 je kapitan, ki je plul za Henrika Pomorščaka, morda Gonçalo Velho, morda ponovno odkril Azore, vendar to ni zanesljivo. V delu, ki ga je izdal Thomas Ashe leta 1813 (A History of Azores) , avtor identificira Flamca, Joshua Vander Berga iz Brugga, ki je pristal v arhipelagu med nevihto na poti v Lizbono. Navedel je, da so Portugalci raziskali območje in ga zahtevali za Portugalsko. Druge zgodbe omenjajo odkritje prvih otokov (otok São Miguel, otok Santa Maria in otok Terceira) s strani mornarjev v službi Henrika Pomorščaka, čeprav obstaja le malo dokumentov, ki podpirajo trditve.
Čeprav je splošno znano, da je arhipelag dobil ime po kragulju (açor v portugalščini), običajni ptici v času odkritja, je malo verjetno, da bi ta ptica na otokih gnezdila ali bi jo lovili.

### Naselitev
Na Santa Mariji ni bilo velikih živali, zato so po odkritju in pred začetkom poselitve na otoku pustili ovce, da bi bodočim naseljencem zagotovili hrano. Vendar se naselitev ni zgodila takoj. Portugalski ljudje niso imeli veliko zanimanja za izoliran arhipelag, ki je tako daleč od civilizacije. Gonçalo Velho Cabral pa je potrpežljivo zbiral sredstva in naseljence naslednja tri leta (1433–1436) in odplul, da bi ustanovil kolonijo najprej na Santa Mariji in nato na São Miguel.
Naseljenci so očistili grmovje in kamnine za poljedelstvo - žito, vinsko trto, sladkorni trs in druge rastline, primerne za lokalno uporabo in tržne vrednosti. Pripeljali so domače živali, kot so kokoši, zajci, govedo, ovce, koze in prašiči ter zgradili hiše in ustanovili vasi.
Arhipelag je bil večinoma naseljen s celinske Portugalske. Portugalski naseljenci so prišli iz provinc Algarve, Minho, Alentejo in Ribatejo, pa tudi iz Madeire. São Miguel je bil prvič naseljen leta 1449, naseljenci - večinoma iz Estremadure, Alto Alentejo in Algarve na celinskem delu Portugalske, pod poveljstvom Gonçala Velha Cabrala – so pristali na mestu današnjega Povoação. Mnogi zgodnji naseljenci so bili portugalski sefardski Judje, ki so pobegnili zaradi pritiskov inkvizicije v celinski Portugalski. Leta 1522 je bila Vila Franca do Campo, takratna prestolnica otoka, uničena zaradi potresa in plazu, ubitih je bilo okoli 5000 ljudi, prestolnica pa je bila preseljena v Ponta Delgado. Mesto Vila Franca do Campo je bilo obnovljeno na prvotni lokaciji in je danes uspešno ribiško in jadralno pristanišče. Mesto Ponta Delgada je svoj status dobilo leta 1546. Od prve naselitve so se pionirji lotili kmetijstva in do 15. stoletja je Graciosa izvažal pšenico, ječmen, vino in žganje. Blago so pošiljali na Terceiro predvsem zaradi bližine otoka.
V 18. in 19. stoletju je bil Graciosa gostitelj številnih uglednih osebnosti, vključno s Chateaubriandom, francoskim pisateljem, ki je v času francoske revolucije pobegnil v Ameriko, Almeida Garretta, portugalskega pesnika, ki je obiskal strica in napisal nekaj pesmi, medtem ko je bil tam in princa Alberta iz Monaka, oceanografa iz 19. stoletja, ki je vodil več ekspedicij v vodah Azorov. Priplul je na svoji jahti Hirondelle in obiskal furna da caldeira, zabeleženo jamo z vročimi izviri. Leta 1869 je pisatelj Mark Twain objavil potovalno knjigo The Innocents Abroad, kjer je opisal svoj obisk Azorov.
Prvi sklic na otok São Jorge je bil leta 1439, vendar dejanski datum odkritja ni znan. Leta 1443 je bil otok že naseljen, toda aktivno naselje se je začelo šele s prihodom flamskega plemenitaša Wilhelma Van der Haegena. Ko je prišel v Topo, kjer je živel in umrl, je postal znan kot Guilherme da Silveira. João Vaz Corte-Real je dobil kapitanijo otoka leta 1483. Velas je postal mesto pred koncem 15. stoletja. Leta 1490 je na otokih Terceira, Pico, Faial, São Jorge in Flores živelo 2000 Flamcev. Ker je bilo tako veliko flamsko naselje, so Azori postali znani kot flamski otoki ali Flandrijski otoki. Princ Henrik Pomorščak je bil odgovoren za to naselitev. Njegova sestra Izabela Portugalska je bila poročena z vojvodo Filipom Burgundskim, katerega del je bila Flandrija. Tu so se upirali Filipovi vladavini, razširila se je bolezen in lakota. Izabela je Henrika pozvala naj dovoli, da se nekateri neposlušni Flamci naselijo na Azorih. To je odobril in jim priskrbel potrebne prevoze in blago.
Naseljevanje takrat nenaseljenih otokov se je začelo leta 1439 z ljudmi predvsem iz celinskih provinc Algarve in Alentejo. Leta 1583 je španski Filip II., kot kralj Portugalske, poslal svojo floto, da bi očistil Azore v kombinaciji večnacionalnih sil avanturistov, plačancev, prostovoljcev in vojakov, ki so poskušali ustanoviti Azore kot postajo za tekmeca, ki je bil konkurent za portugalski prestol. Po uspehu svoje flote v bitki pri Ponta Delgadi so ujete sovražnike obesili z jambore, saj jih je Filip II. štel za pirate. Nasprotniki različno prikazujejo Filipa II. kot despota ali "črno legendo" - nekakšna žalitev, ki je bila zelo uperjena proti sodobnim monarhom, ki so se ukvarjali z agresivno gradnjo imperija in evropskimi verskimi vojnami. Angleški napad na Azore leta 1589 je uspešno oropal nekatere zasidrane ladje in otoke. Ponovitev osem let kasneje ni uspela. Španija je imela Azore pod "babilonskim ujetništvom" 1580–1642. V poznem 16. stoletju so se Azori in Madeira začeli soočati s težavami o prenatrpanosti. Nekateri ljudje so se začeli izseljevati v Brazilijo.

### Iberska zveza
Po smrti Henrika, portugalskega kralja-kardinala, je narod padel v dinastično krizo z različnimi kandidati za portugalsko krono . Po razglasitvi v Santarému, je bil António, prior Crata na Azorih leta 1580 priznan (preko svojega odposlanca Antónia da Costa), toda po bitki pri Alcântari, je bil izgnan s celine. Z upravo Cipriana de Figueireda, guvernerja Terceire (ki je še naprej upravljal Terceiro v imenu nesrečnega, nekdanjega kralja Sebastiana Portugalskega), so se Azorčani upirali poskusom, da bi osvojili otoke (tudi v bitki pri Salgi). Figueiredo in Violante do Canto sta pomagala organizirati odpor na Terceiri, ki je vplival na nekatere odzive drugih otokov, tudi ker se je na drugih otokih povečala notranja politika in podpora Filipovi frakciji (vključno s São Miguelom, kjer je družina Gonçalveza da Câmara podprla španskega kandidata. 
Azori so bili zadnji del portugalskega imperija, ki so se uprli Filipovi vladavini nad Portugalsko (Macau se je uprl vsakršnemu uradnemu priznanju) in so bili vrnjeni pod portugalski nadzor s koncem Iberske zveze leta 1640, ne pa s poklicnimi vojaki, ki so bili uporabljeni v obnovitveni vojni na celini, vendar so lokalni prebivalci napadli utrjeno kastiljsko garnizijo.

### Portugalska državljanska vojna
Portugalska državljanska vojna (1828–1834) je imela močne posledice na Azorih. Leta 1829 so liberalci v Praia da Vitória zmagali nad absolutisti, zaradi česar je otok Terceira postal glavni sedež novega portugalskega režima, kjer je bil ustanovljen tudi Svet regentov (Conselho de Regência) Marije II..
Od leta 1868 je Portugalska izdala svoje znamke, ki so bili natisnjeni z AÇORES za uporabo na otokih. Med letoma 1892 in 1906 je izdala tudi ločene znamke za tri takratna upravna okrožja.
Od leta 1836 do 1976 je bil arhipelag razdeljen na tri okrožja, ki so bila enakovredna tistim na portugalski celini. Razdelitev je bila arbitrarna in ni sledila naravnim otoškim skupinam, temveč je odražala lokacijo vsakega okrožnega glavnega mesta na treh glavnih okrožjih (od katerih nobeno ni bilo v zahodni skupini):
- Okrožje Angra do Heroísmo so sestavljali Terceira, São Jorge in Graciosa, s prestolnico Angra do Heroísmo na Terceiri.
- Okrožje Horta so sestavljali Pico, Faial, Flores in Corvo, s prestolnico Horta na Faialu.
- Okrožje Ponta Delgada so sestavljali São Miguel in Santa Maria, s prestolnico Ponta Delgada na São Miguelu.

### Sodobnost
Leta 1931 so se Azori (skupaj z Madeiro in Portugalsko Gvinejo) uprli Ditaduri Nacional in so jih na kratko zadržali vojaški uporniki.
Leta 1943 je med drugo svetovno vojno portugalski vladar António de Oliveira Salazar najel zračne in pomorske baze na Azorih za Veliko Britanijo. Britanci so zasedli te objekte oktobra 1943 pod kodnim imenom Operation Alacrity. 
To je bila ključna prelomnica v bitki na Atlantiku, ki je omogočila RAF, letalskim silam ameriške vojske in ameriški mornarici, da zagotovijo zračno pokritost v srednjem Atlantiku. To jim je pomagalo varovati konvoje in loviti sovražne nemške podmornice.
Leta 1944 so ZDA na otoku Santa Maria zgradile majhno in kratkotrajno letalsko bazo. Leta 1945 je bila na otoku Terceira zgrajena nova baza, ki se imenuje Lajes Field. Ta letalska baza je na območju, ki se imenuje Lajes, široki, ploski morski terasi, ki je bila velika kmetija. Lajes Field je planota, ki se dviga iz morja na severovzhodnem vogalu otoka. Ta letalska baza je skupni ameriški in portugalski podvig. Lajes Field še naprej podpira ameriške in portugalske oborožene sile. V času hladne vojne so različne enote patruljirale po severnoatlantskem oceanu za podmornicami sovjetske mornarice in drugimi vojnimi ladjami. Od odprtja se je Lajes Field uporabljal za oskrbo ameriških tovornih letal namenjenih Evropi, Afriki in na Bližnjem vzhodu. Ameriška mornarica ohranja majhen eskadron svojih ladij v pristanišču Praia da Vitória, tri kilometre jugovzhodno od Lajes Field.
Letališče ima tudi majhen komercialni terminal, ki upravlja redne in najetih potniških letov iz drugih otokov na Azorih, v Evropo, Afriko in Severno Ameriko.
Leta 1976 so Azori postali avtonomna regija Azori (Região Autónoma dos Açores), ena od dveh avtonomnih regij Portugalske, ukinjeno pa je bilo podokrožje Azori.
Leta 2003 so Azori vzbudili mednarodno pozornost, ko so predsednik Združenih držav Amerike George W. Bush, britanski premier Tony Blair, španski premier José María Aznar in portugalski premier José Manuel Durão Barroso organizirali vrh pred začetkom vojne v Iraku. 

## Geografija

### Fizična geografija
Površine otokov arhipelaga 
| Otok        | Območje |
| Otok        | km2     |
| ----------- | ------- |
| São Miguel  | 759 km2 |
| Pico        | 446 km2 |
| Terceira    | 403 km2 |
| São Jorge   | 246 km2 |
| Faial       | 173 km2 |
| Flores      | 143 km2 |
| Santa Maria | 97 km2  |
| Graciosa    | 62 km2  |
| Corvo       | 17 km2  |

Azorski arhipelag leži sredi Atlantskega oceana na severni polobli in se razteza vzdolž orientacije zahod-severozahod do vzhod-jugovzhod (med 36,5 ° – 40 ° severne zemljepisne širine in 24,5 ° – 31,5 ° zahodne zemljepisne dolžine). Območje je približno 600 kilometrov široko. Otoki Azorov so nastali na tako imenovani Azorski plošči, ki ima površino 5,8 milijona km² in je morfološko poudarjena z globino 2000 metrov. 
Z geološkega vidika so Azori nad aktivnim trojnim stičiščem med tremi velikimi tektonskimi ploščami (severnoameriška plošča, evrazijska plošča in afriška plošča), pogoj, ki je omogočil nastanek številnih prelomov in zlomov v tej regiji Atlantika . Najsevernejša otoka arhipelaga (Corvo in Flores) sta na severnoameriški plošči, preostali otoki pa znotraj meje, ki deli evrazijsko in afriško ploščo.
Glavne tektonske strukture, ki obstajajo v regiji Azori, so srednjeatlantski hrbet, razpoka Terceira, območje azorskih zlomov in prelom Glória. Srednjeatlantski hrbet je glavna meja med ameriško ploščo in afriško-evrazijskima ploščama, ki prečka Azore, med otokoma Flores in Faial od severa proti jugu in nato proti jugozahodu. To je obsežna oblika, ki jo prečkajo številni transformni prelomi, ki potekajo pravokotno na njegovo orientacijo sever-jug, ki je seizmično aktivna in dovzetna za vulkanizem. Razpoka Terceira je sistem zlomov, ki se razteza od srednjeatlantskega hrbta do preloma Glória, ki predstavlja glavno mejo med evrazijsko in afriško ploščo. Opredeljena je s črto podmorskih vulkanov in otoških gora, ki se raztezajo severozahodno do jugovzhodno približno 550 kilometrov od območja zahodno od Graciose do otočkov Formigas, ki vključuje otoke Graciosa, Terceira in São Miguel. Njena severozahodna meja se povezuje z srednjeatlantskim hrbtom, medtem ko jugovzhodni del seka prelom Gloria jugovzhodno od otoka Santa Maria. Območje azorskih zlomov se razteza od preloma Glória in zajema relativno neaktivno območje južno od otokov srednje in vzhodne skupine severno od razpoke Terceira pod kotom 45 °. Prelom Glória se razteza 800 kilometrov vzdolž linearne črte od Azorov do preloma Azori – Gibraltar.
Vulkanizem otoka je povezan z razkolom vzdolž Azorskega trojnega stičišča; širjenje skorje vzdolž obstoječih prelomov in zlomov je povzročilo številne aktivne vulkanske in seizmične dogodke, obenem pa jih je podpiralo živahno vzpenjanje v globljem plašču, nekateri pa se povezujejo z Azorskimi vročimi točkami. Večina vulkanske dejavnosti se je osredotočila predvsem na razpoko Terceire. Od začetka naseljevanja otokov okoli 15. stoletja je bilo zabeleženih 28 vulkanskih izbruhov (15 kopenskih in 13 podmorskih). Zadnji pomemben vulkanski izbruh, vulkan Capelinhos (Vulcão dos Capelinhos), se je pojavil ob obali otoka Faial leta 1957; najnovejša vulkanska dejavnost se je zgodila v podvodnih gorah in podvodnih vulkanih ob obali Serreta in kanalu Pico-São Jorge .
Na otokih je veliko primerov vulkanske geomorfologije, vključno z mnogimi jamami in podzemnimi lavnimi cevmi (kot so Gruta das Torres, Algar do Carvão, Gruta do Natal, Gruta das Cinco Ribeiras), obalna polja lave (kot obala Feteiras, Faial, Mistério Prainha ali São João na otoku Pico) poleg trenutno neaktivnih stožcev na osrednjem otoku São Miguel, prej omenjenih Capelinhos na Faialu, vulkanskih kompleksih Terceira ali plinska kaldera otoka Corvo.
Otoki arhipelaga so nastajali zaradi vulkanske in potresne aktivnosti v obdobju neogena; prve embrionalne površine so se začele pojavljati v vodah Santa Marie v času miocena (pred približno 8 milijoni let). Zaporedje oblikovanja otokov je bilo na splošno naslednje: Santa Maria (8,12 Ma – milijon let nazaj), São Miguel (4,1 Ma), Terceira (3,52 Ma), Graciosa (2,5 Ma), Flores (2,16 Ma), Faial (0,7 Ma), São Jorge (0,55 Ma), Corvo (0,7 milijona) in najmlajši Pico (0,27 Ma). Čeprav so vsi otoki doživeli vulkanizem v svoji geološki zgodovini, v zgodovini "poselitve človeštva" otoki Santa Maria, Graciosa, Flores in Corvo niso doživeli vulkanskih izbruhov; poleg aktivnih fumarol in vročih izvirov so ostali otoki od 14. stoletja doživeli občasne izbruhe. Razen vulkana Capelinhos leta 1957-58, ki je zadnji zabeležen primer nastanka otoka, ki se je pojavil ob obali São Miguela, ko je bil na kratko oblikovan otok Sabrina.
Zaradi geodinamičnega okolja je območje središče intenzivne seizmične aktivnosti, zlasti ob njenih tektonskih mejah na srednjeatlantskem hrbtu in razpoki Terceira. Seizmični dogodki, čeprav so pogosti, so po navadi tektonske ali vulko-tektonske narave, vendar na splošno nizke do srednje intenzivnosti, občasno prekinjeni z dogodki 5 ali več stopnje po Richterjevi lestvici.  Najresnejši potres je bil zabeležen leta 1757, v bližini Calhete na otoku São Jorge, ki je presegel 7 stopnjo po Richterjevi lestvici. Za primerjavo, potres iz leta 1522, ki ga je omenil zgodovinar Gaspar Frutuoso, je meril 6,8, vendar so bili njegovi učinki ocenjeni kot X (Extreme) na merilni Mercallijevi lestvici in je bil odgovoren za uničenje Vila Franca do Campo in plazove, morda je ubilo več kot 5000 prebivalcev.
Devet otokov, ki sestavljajo arhipelag, zavzema površino 2346 km2, kar vključuje tako glavne otoke kot tudi številne otočke v okolici. Vsak od otokov ima svoje posebne geomorfološke značilnosti, zaradi katerih so edinstveni: 
- Corvo (najmanjši otok) je krater velikega plinskega izbruha;
- Flores (njegov sosed na severnoameriški plošči) je razgiban otok, izklesan s številnimi dolinami in pečinami;
- Faial je poseben s svojim ščitastim vulkanom in kaldero (Cabeço Gordo);
- Pico, je najvišja točka s 2351 metri, na Azorih in celinski Portugalski;
- Graciosa je znan po svojih aktivnih kavernah do žvepla in mešanice vulkanskih stožcev in planot;
- São Jorge je dolg, vitek otok, ki je nastal v tisočih letih zaradi erupcij iz razpok;
- Terceira, skoraj okrogla, je lokacija enega največjih kraterjev v regiji;
- São Miguel je največji otok in je obdan z mnogimi velikimi kraterji in polji stožcev;
- Santa Maria, najstarejši otok, je močno erodiran, saj je eno od redkih mest, na katerih se vidijo rjave peščene plaže v arhipelagu.

Obsegajo površino od največjega, São Miguel, na 759 km2 do najmanjšega, Corvo s približno 17 km2.
Te otoke se lahko razdeli v tri prepoznavne skupine, ki ležijo na Azorskem platoju:
- Vzhodna skupina (Grupo Oriental) - São Miguel, Santa Maria in otočki Formigas
- Centralna skupina (Grupo Central) - Terceira, Graciosa, São Jorge, Pico in Faial
- Zahodna skupina (Grupo Ocidental) - Flores in Corva.

Poleg tega regionalne podpovršinske grebene (zlasti Dollabarat na obrobju Formigas), brežine (zlasti Princess Alice in banka D. João de Castro), pa tudi številne hidrotermalne ventile in podmorske gore spremlja regionalna uprava zaradi zapletenega geotektonskega in socialno-ekonomskega pomena v območju izključne gospodarske cone arhipelaga.

### Biome
Arhipelag leži v palearktični ekoconi, ki tvori edinstven biom, ki vključuje makaronezijsko subtropsko laurisilvo, z mnogimi endemičnimi vrstami rastlin in živali. Skupno je prisotnih najmanj 6112 kopenskih vrst, od katerih jih je približno 411 endemičnih. Večina (75 %) teh endemov so živali, večinoma členonožci in mehkužci. Nove vrste so na Azorih redno odkrite (npr. 30 različnih novih vrst kopenskih polžev je bilo odkritih okoli leta 2013).
Čeprav Azori izgledajo zelo zeleni in včasih divji, je vegetacija zelo spremenjena. Velik del je bil v zadnjih 600 letih uničen zaradi dragocenega lesa (orodja, zgradbe, čolni, lesa za lov in tako naprej) in čiščenja zemljišč za kmetijstvo. Zato se ocenjuje, da je več kot polovica žuželk na otoku Graciosa izginila ali izumrla. Številni pridelovalni prostori (ki so tradicionalno namenjeni paši ali gojenju kolokazije, krompirja, koruze in drugih pridelkov) so zdaj opuščeni, zlasti zaradi izseljevanja. Zato so nekatere invazivne rastline napolnile ta zapuščena in motena zemljišča. Hortenzije (Hydrangea) so še en potencialen škodljivec, vendar je njihova grožnja manj resna. Ne glede na to, da so bile hortenzije vnesene iz Amerike ali Azije, jih nekateri domačini označujejo kot simbol arhipelaga in jih razširjajo vzdolž cest, kar pomaga rastlinam pobegniti v divjino. Cryptomeria ali japonska cedra, je iglavec, ki se na veliko goji zaradi lesa. Dve najpogostejši od teh tujih vrst sta lepljivec Pittosporum undulatum in akacija Acacia melanoxylon. Običajno sta omejeni na starodavna kmetijska zemljišča in le redko prodreta v nemoteno naravno vegetacijo.
V mnogih delih Azorov so bila uspešno izvedena prizadevanja za pogozdovanje z avtohtono vegetacijo laurisilvo. 
Azori imajo vsaj dve endemični vrsti ptic. Azorski kalin (Pyrrhula murina) ali Priolo je omejen na ostanke gozda laurisilve v gorah na vzhodnem koncu São Miguela in ga je BirdLife International razvrstil kot ogroženega. Monteirov strakoš (Oceanodroma monteiroi), ki ga je znanost opisala leta 2008, je znan po tem, da se razmnožuje na samo dveh lokacijah na otokih, vendar se lahko pojavi širše. Pred kratkim je bila opisana tudi izumrla vrsta sove, otus São Miguel (Otus frutuosoi), ki je verjetno izumrla po naseljevanju ljudi zaradi uničenja habitatov in vnosa tujih vrst.  Na Azorih je tudi endemični netopir Nyctalus azoreum, ki je nenavaden po rednem hranjenju čez dan.
Otočki Formigas (portugalska beseda za "mravlje"), vključno z območjem, znanim kot greben Dollabarat, so bogato okolje morskih vrst, kot so črna korala (Antipatharia) in manta, različne vrste morskih psov, kitov in morske želve. Na São Miguelu obstajajo pomembni mikro habitati, ki jih tvorijo topli vrelci, ki gostijo ekstremofilne mikroorganizme. 
17 morskih rezervatov (s posebnim stanjem ohranjenosti) je bilo dodanih v Azorski morski park (ki trenutno pokriva okoli 900 000 km2). 

### Podnebje
Arhipelag se razprostira na območju med 37 ° N in vzporednicami zemljepisne širine, ki potekajo skozi območje Lizbone (38 ° 43 '/ 38 ° 55' S), kar mu daje splošno mlačno, oceansko, subtropsko podnebje, z blagimi letnimi nihanji. Dnevne maksimalne temperature se običajno gibljejo med 15 in 25 ° C. Povprečna letna količina padavin narašča od vzhoda proti zahodu, od 700 do 1600 milimetrov na vzhodu in doseže 6300 milimetrov na gori Pico . Azorski anticiklon, območje z visokim zračnim tlakom, je poimenovan po otokih. Po Köppenovi klasifikaciji podnebja obstajajo različne lokalne klime, ena od njih je "suho poletno subtropsko", ki se pogosto imenuje "sredozemsko". Podatki Rivasa Martineza predstavljajo več različnih bioklimatskih območij za Azore . Sezonski zamik je skrajen pri polovici leta z nizkim soncem, pri čemer je december glede na srednje temperature nižji od aprila. Azori imajo najtoplejše zime v Evropi (še vedno znotraj evropske celinske plošče). Poleti je zamik nekoliko nižji, avgust pa najtoplejši mesec. Na nobenem od otokov ni bilo nikoli zabeleženih zmrzali, snežnih padavin ali zamrznitve na morski gladini. Najhladnejše zimsko vreme običajno prihaja od severozahodnih zračnih mas, ki izvirajo iz Labradorja v Kanadi. Toda ker se te zračne mase spreminjajo, ko prehajajo čez toplejši Atlantski ocean, so dnevne temperature celo presegle 10 ° C.

#### Orkani
Azori so znani po majhnih orkanih. Regijo je v zgodovini prizadelo skupno 14 tropskih ali subtropskih ciklonov. Večina od njih je bila bodisi ekstratropska ali tropska nevihta, ko je prizadela regijo, čeprav je več orkanov kategorije 1 doseglo Azore. Azore je kdaj koli prizadel le en velik orkan; Orkan Ofelija leta 2017, 3. kategorije. V kategoriji 1 so bili: orkan Frana leta 1973, orkan Emmy leta 1976, orkan Gordon leta 2006, orkan Gordon leta 2012 in orkan Alex leta 2016. Regijo je prizadelo nekaj tropskih neviht, vključno tropska nevihta Irma leta 1978, orkan Bonnie leta 1992, orkan Charley leta 1992, orkan Erika leta 1997 in orkan Gaston leta 2016. Neurja, ki so bila ekstratropska, ko so prizadela regijo, so bila orkan Tanya leta 1995, tropska nevihta Ana leta 2003 in tropska nevihta Grace v letu 2009. Poleg tega je oktobra 2005 na Azore prizadelo subtropsko neurje.

## Demografija
Azori so razdeljeni na 19 občin (concelhos), vsaka občina je nadalje razdeljena na župnije (freguesias), ki jih je skupno 156 na vseh otokih.
| Otok             | Skupina   | Prebivalci | Prebivalci | Lokalna administrativna enota | Lokalna administrativna enota                                                              | Glavno naselje         |
| Otok             | Skupina   | 2011       | % Skupaj   | Število                       | Občine (Concelho)                                                                          | Glavno naselje         |
| ---------------- | --------- | ---------- | ---------- | ----------------------------- | ------------------------------------------------------------------------------------------ | ---------------------- |
| São Miguel       | Vzhodna   | 137.830    | 55,86      | 6                             | Lagoa, Nordeste, Ponta Delgada, Povoação, Ribeira Grande(São Miguel), Vila Franca do Campo | Ponta Delgada          |
| Terceira         | Centralna | 56.437     | 22,87      | 2                             | Angra do Heroísmo, Praia da Vitória                                                        | Angra do Heroísmo      |
| Faial            | Centralna | 14.994     | 6,08       | 1                             | Horta                                                                                      | Horta                  |
| Pico             | Centralna | 14.148     | 5,73       | 3                             | Lajes do Pico, Madalena, São Roque do Pico                                                 | São Roque do Pico      |
| Otok São Jorge   | Centralna | 9.171      | 3,72       | 2                             | Calheta, Velas                                                                             | Velas                  |
| Otok Santa Maria | Vzhodna   | 5.552      | 2,25       | 1                             | Vila do Porto                                                                              | Vila do Porto          |
| Otok Graciosa    | Central   | 4.391      | 1,78       | 1                             | Santa Cruz da Graciosa                                                                     | Santa Cruz da Graciosa |
| Otok Flores      | Zahodna   | 3.793      | 1,54       | 2                             | Lajes das Flores, Santa Cruz das Flores                                                    | Santa Cruz das Flores  |
| Otok Corvo       | Zahodna   | 430        | 0,17       | 1                             | Vila do Corvo                                                                              | Vila do Corvo          |
| Skupaj           |           | 246.746    |            | 19                            |                                                                                            |                        |

Na Azorih je šest mest (portugalsko cidades): Ponta Delgada, Lagoa in Ribeira Grande na otoku São Miguel; Angra do Heroísmo in Praia da Vitória na otoku Terceira in Horta na Faialu. Tri od njih, Ponta Delgada, Angra in Horta, veljajo za prestolnice / upravna mesta regionalne vlade: sedež predsednika (Ponta Delgada), sodstva (Angra) in regionalna skupščina (Horta). Angra služi tudi kot cerkveno središče rimokatoliške škofije Angre, škofije Azorov.

### Prebivalstvo
V popisu leta 2011 je bilo na Azorih 246.746 prebivalcev z gostoto 106 prebivalcev na kvadratni kilometer.
Azori so bili nenaseljeni, ko so v začetku 15. stoletja prispeli portugalski pomorščaki. Naseljevanje se je začelo leta 1439 s posamezniki iz različnih območij celinske Portugalske in Madeire. Na otokih so živeli predvsem portugalski potomci priseljencev iz Algarve, Alenteja in Minhoja. V prizadevanju, da bi se izognili nevarnostim portugalske inkvizicije na celinskem Portugalskem, so se številni portugalski sefardski Judje naselili na otokih v velikem številu. Azorski Judje so imeli priimke, kot so: Rodrigues, Pacheco, Oliveira, Pereira, Pimentel, Nunes, Mendes, Pinto, Álvares, Henriques, Cardozo, Teixeira, Vasconcelos itd. Otoki so bili naseljeni tudi z mavrskimi zaporniki in afriškimi sužnji iz Gvineje, Kapverdov in Sao Tome. V začetno naselitev so prispevali tudi Flamci, Francozi in Galicijci. Tako je prebivalstvo Azorov dobilo znaten prispevek ljudi z genetskim ozadjem, ki ni portugalsko.
Narava gospodarstva je narekovala, da afriško suženjstvo nikoli ni postalo običajno na Azorih, ker so bili poslani v Brazilijo in na Karibe. Le nekaj jih je ostalo na Azorih, da bi pomagali pri domačih opravilih, čeprav so otoki včasih služili kot izhodišče za ladje, ki so prevažale afriške sužnje. 

### Izseljevanje
Od 17. stoletja dalje se je veliko Azorčanov odselilo, predvsem v Brazilijo, Urugvaj, ZDA in Kanado.  Rhode Island in jugovzhodni Massachusetts, zlasti mesta New Bedford, Bristol, Barrington, Pawtucket, Central Falls, West Warwick, Hudson, Marlborough, East Providence, River Point, Somerset, Taunton in Fall River so bili in ostajajo glavna destinacija za azorske izseljence. Izseljenci z vzhodne obale so se vrnili v domovino in učili ameriško ribiško tehniko domačine, ki so v 19. stoletju ponovno začeli loviti trsko na Grand Bank.
Severna Kalifornija je bila končna destinacija za mnoge priseljence iz Massachusettsa, ki so se nato preselili v dolino San Joaquin, zlasti mesto Turlock, južno od Modeste. V poznih 1800-ih so se številni Azorčani izselili na havajske otoke. Ribolovna industrija tune je v soseski Point Loma v San Diegu v južni Kaliforniji privabila veliko število Azorčanov. Od leta 1921 do 1977 se je v Rhode Island in Massachusetts priselilo okoli 250.000 Azorčanov.  From 1921 to 1977, about 250,000 Azoreans immigrated to Rhode Island and Massachusetts.
Številni so se preselili tudi na Bermude in Havaje. Florianópolis in Porto Alegre v južni regiji Brazilije so ustanovili Azorčani, ki so v poznem 18. stoletju predstavljali več kot polovico prebivalcev Rio Grande do Sul in Santa Catarine. Šele leta 1960 so bili v Braziliji registrirani masovni migracijski tokovi, mnogi pa so bili z Azorov. 

### Evropska unija
Kot del Portugalske so Azori v Evropski uniji in schengenskem območju. Prav tako so v carinski uniji Evropske unije in na področju DDV, vendar zaračunavajo nižjo stopnjo DDV kot na celini. Azori, tako kot Madeira in Kanarski otoki, spadajo med ozemlja držav članic s posebnim statusom.